# Dillinger Triptychon

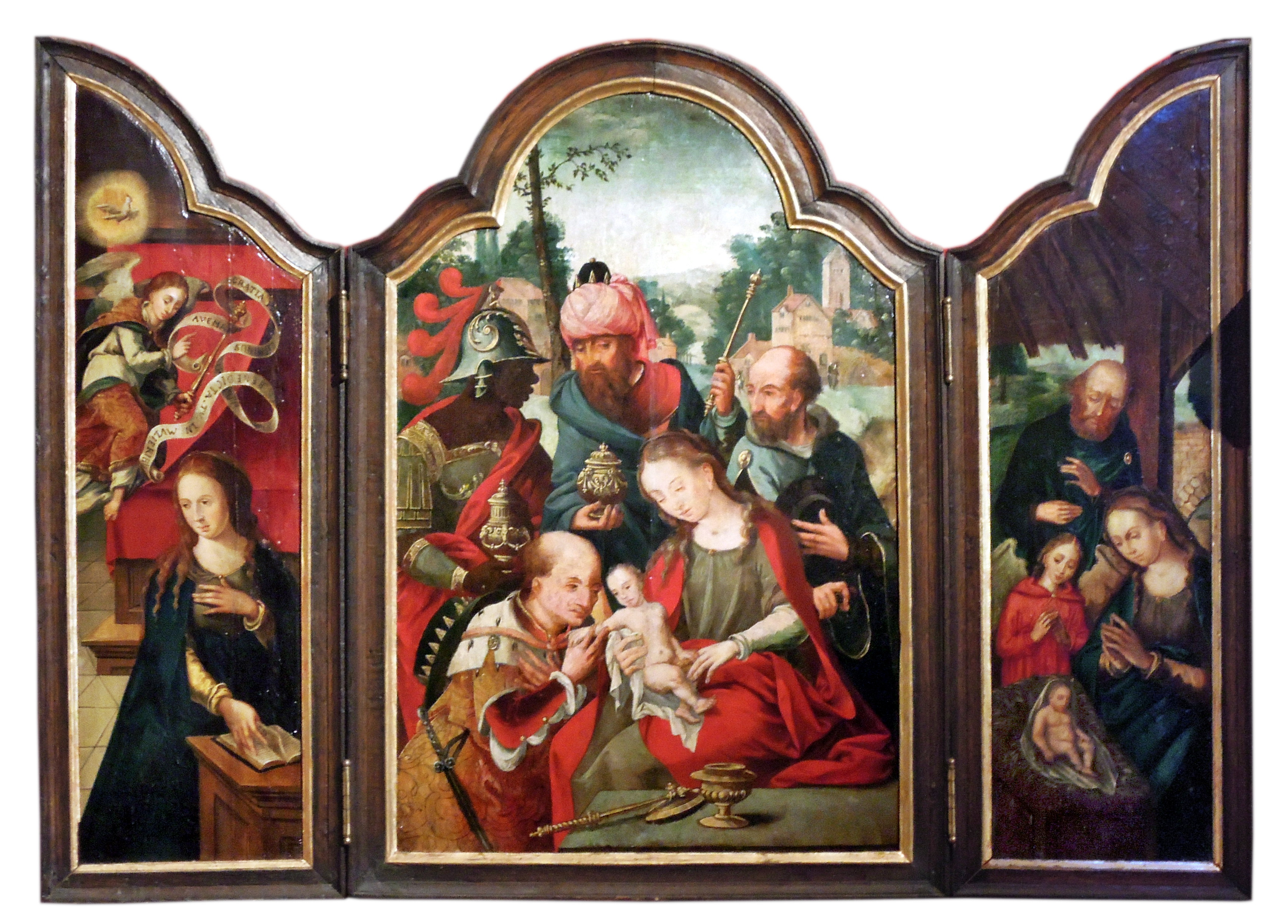
Das Dillinger Triptychon

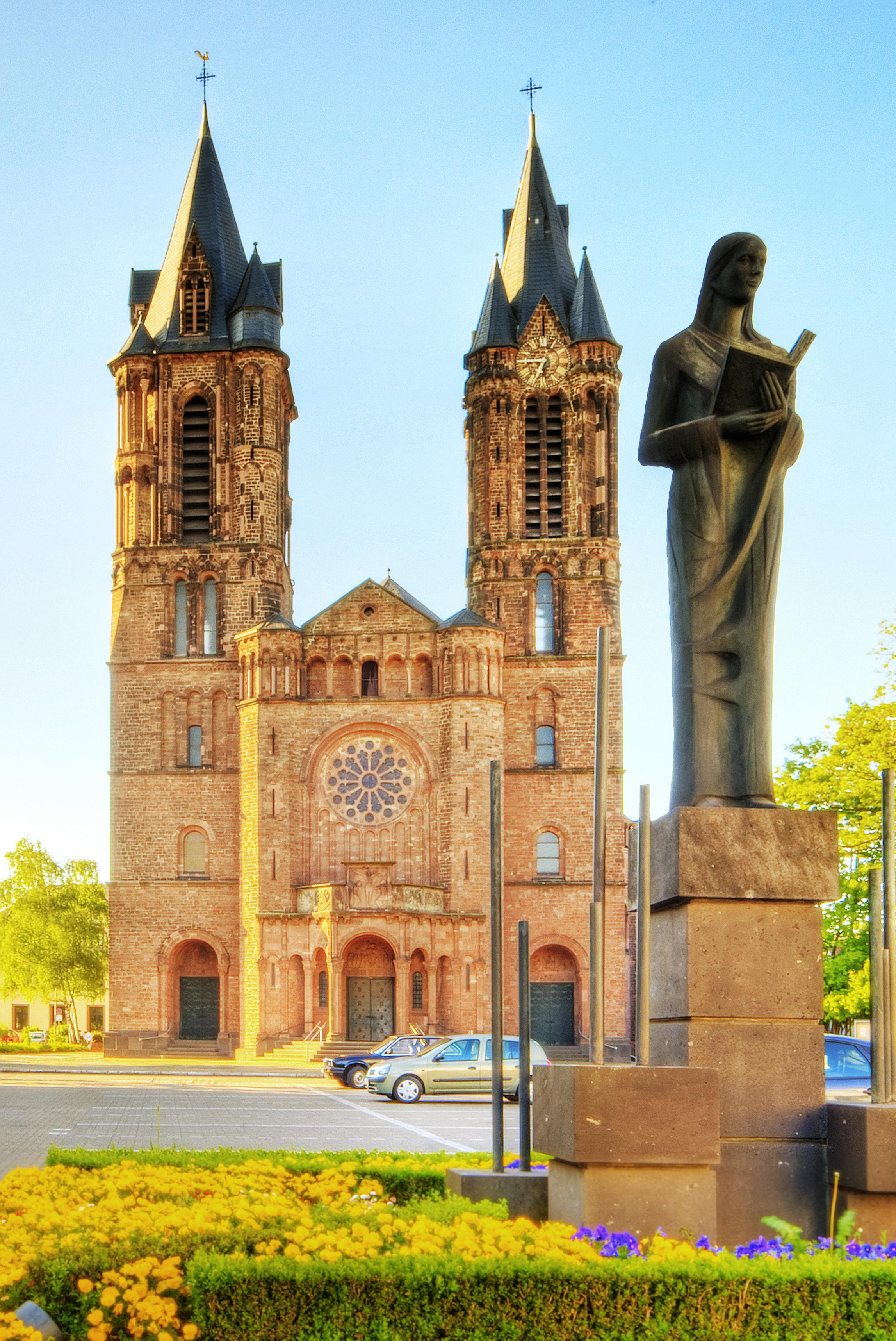
Der Saardom in Dillingen, in dem das Triptychon zur Weihnachtszeit ausgestellt wird

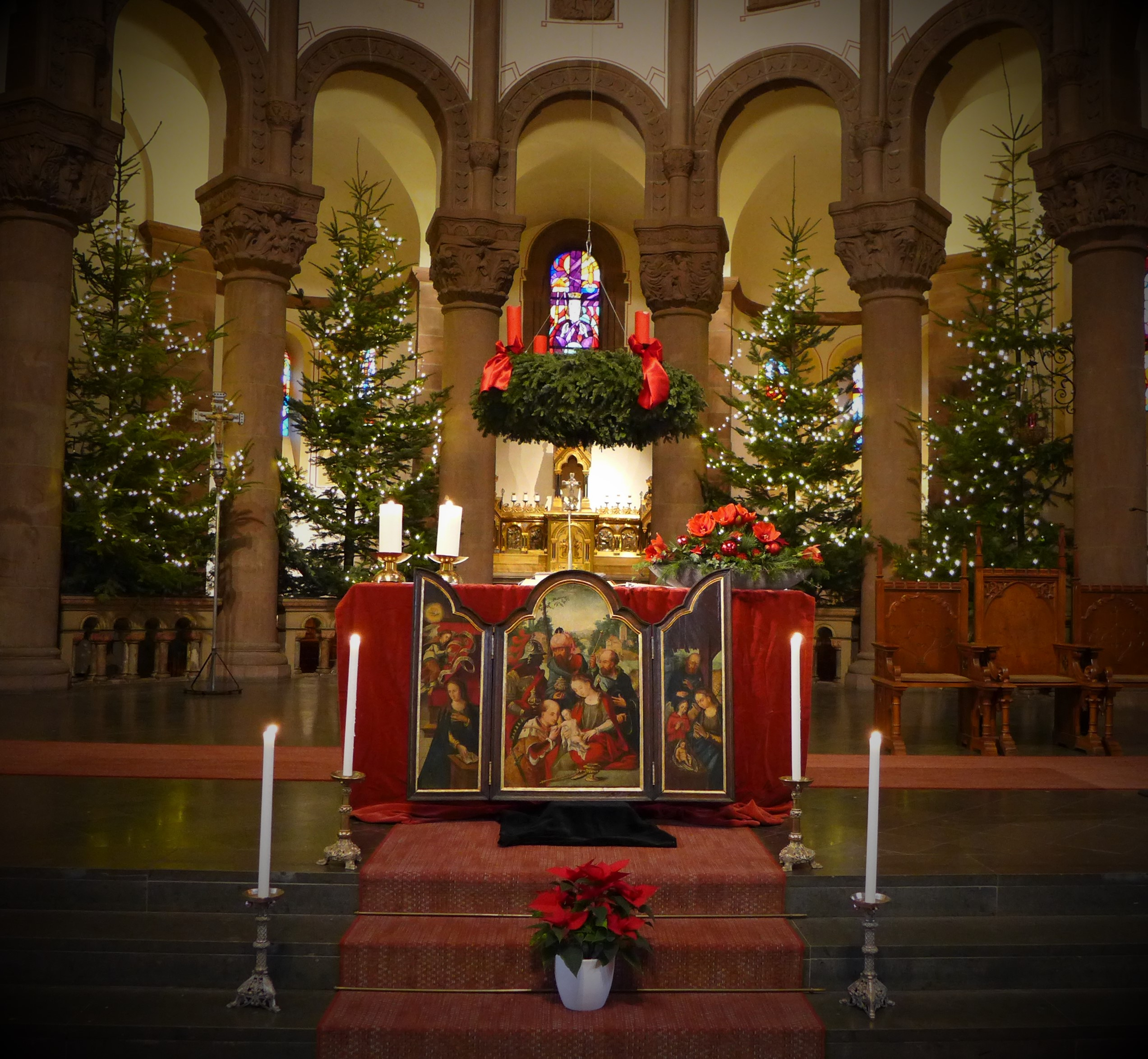
Saardom, Weihnachtliche Ausstellung des Dillinger Triptychons in der Apsis

Das Dillinger Triptychon ist ein Altarbild aus dem frühen 16. Jahrhundert, das einem bisher unbekannten niederländischen Meister zugeschrieben wird. Es gilt als eines der höchst geschätzten Kunstwerke im Saarland.
Das Triptychon stammt ursprünglich aus der Kapelle im Dillinger Schloss. Das Thema des mittleren Altarbildes ist die „Anbetung des Kindes durch die drei Weisen“. Der linke Flügel stellt die Verkündigung an Maria durch den Erzengel Gabriel dar, der rechte Flügel die Geburt Jesu in Bethlehem. Das Werk wurde Anfang der 1960er Jahre restauriert. Zur Weihnachtszeit wird es öffentlich im Saardom ausgestellt.

## Ausmaße
Die 88 cm hohen und 56 bzw. 26 cm breiten Holztafeln fügen sich zu einem relativ kleinformatigen Altarbild zusammen, welches – auf den Außenseiten ungestaltet – offensichtlich nicht für einen großen Kirchenraum gedacht, sondern eher zum privaten Gebrauch bzw. für die Aufstellung in kleinen Kapellen und Andachtsräumen bestimmt war.

## Urheberschaft
Zwei grundlegende Fragen beschäftigen seit langem die Forschung. Sie beziehen sich auf die Urheberschaft und die Herkunft des Kunstwerks. Gesichert ist zumindest, dass es sich bei dem unbekannten, durch keinerlei Signatur gekennzeichneten Künstler um einen Vertreter der altniederländischen Malerei handelt, wobei in der Forschung unterschiedliche Namen auftauchen.

### Vermutete Urheberschaft des Lucas van Leyden

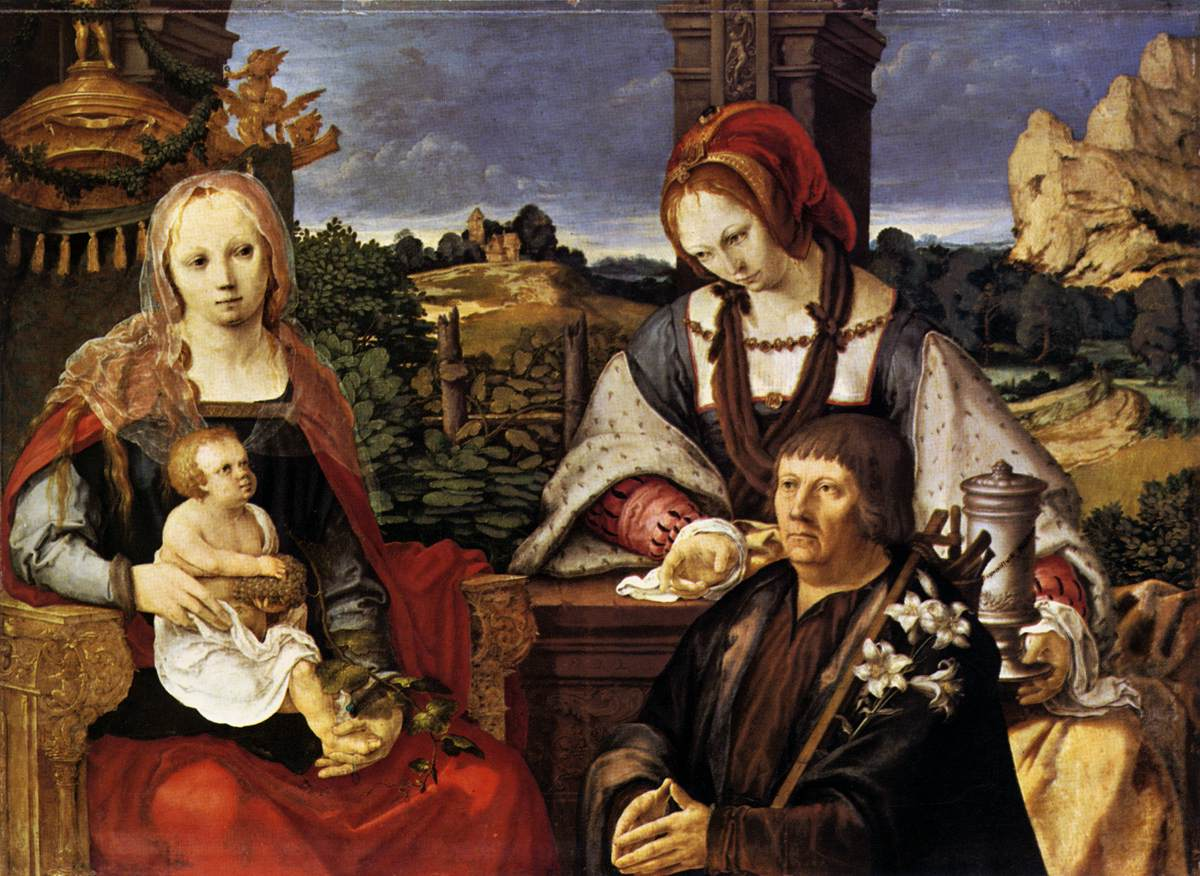
Lucas van Leyden: Fragmente eines Diptychons. Innenseite: „Maria mit Kind, Hl. Maria Magdalena und Stifter“. 1522. Öl auf Holz. 50,5 cm × 67,8 cm. München, Alte Pinakothek

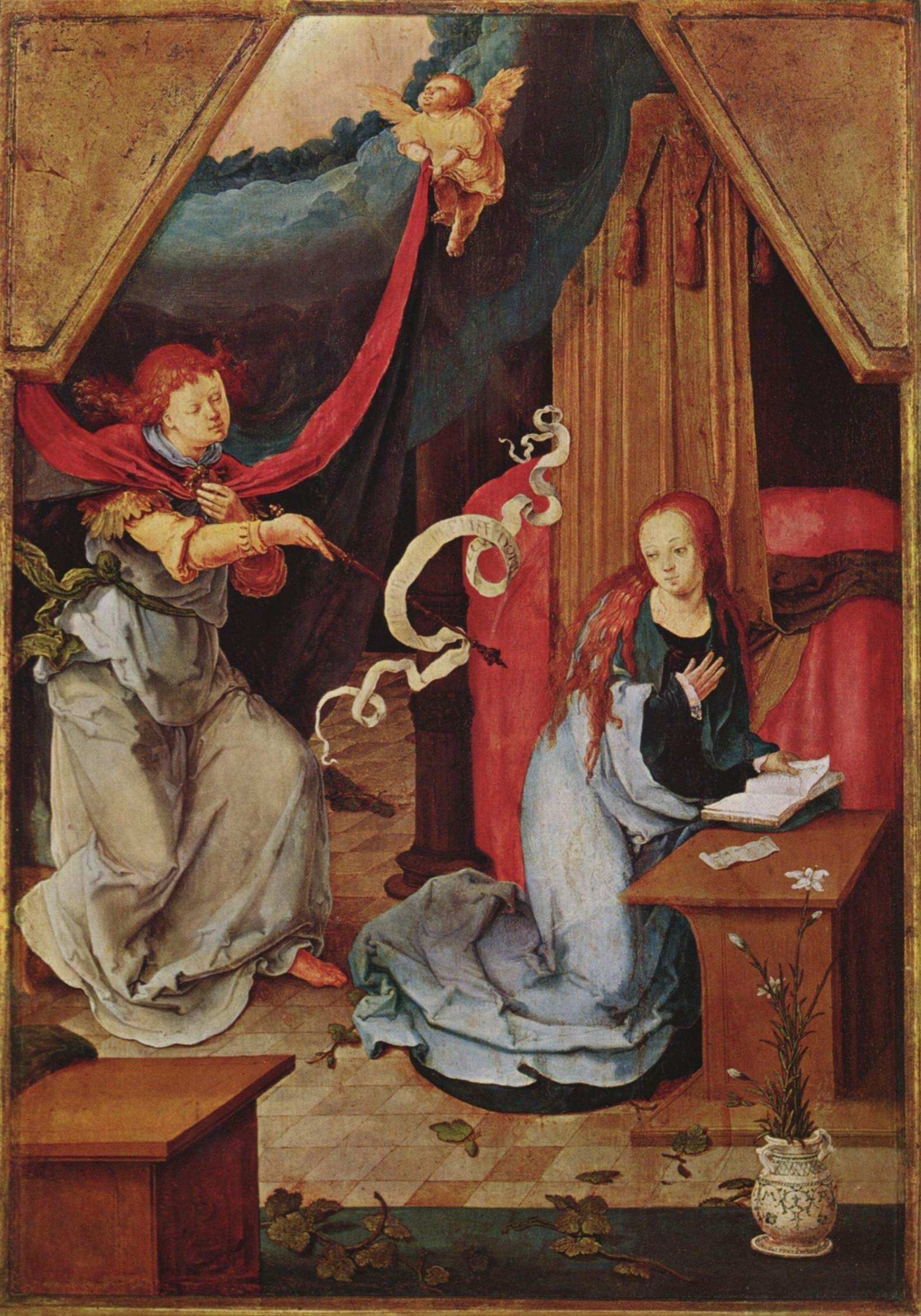
Lucas van Leyden: Fragmente eines Diptychons. Rückseite des rechten Flügels: „Die Verkündigung Mariae“. 1522. Öl auf Holz. 42,2 cm × 29,2 cm. München, Alte Pinakothek

Lange Zeit wurde das Werk dem Maler und Kupferstecher Lucas van Leyden  zugeschrieben. Sie geht auf den pfälzischen Theologen und Kunsthistoriker Franz Klimm (1881–1952) zurück. Klimm sah in dem Dillinger Altarbild ein Frühwerk des niederländischen Künstlers aus der Zeit zwischen 1516 und 1520 und setzte es in Beziehung zu einem in München aufbewahrten Werk van Leydens von 1517. Um welches Bild des Niederländers es sich hierbei handeln soll, bleibt allerdings unklar, zumal sich die Datierungen der beiden  nicht auf die sehr präzise Zeitangabe 1517 beziehen lassen. Während die ursprünglich als Diptychon konzipierte Darstellung „Maria mit dem Kind, die Hl. Maria Magdalena und ein Stifter“ die Jahreszahl 1522 trägt, ist die „Verkündigung an Maria“, die bis 1874 die Rückseite des rechten Altar-Flügels schmückte, nicht datiert oder signiert. Das Gemälde wird allgemein in das erste Drittel des 16. Jahrhunderts datiert.
Da die wenigen erhaltenen Gemälde van Leydens überwiegend undatiert und auch in ihrer Qualität nicht einheitlich sind, ist es schwierig, eine schlüssige Chronologie seines malerischen Œuvres zu erstellen.

### Untersuchungen durch Marie-Luise Hauck
Die These von der Autorschaft Lucas van Leydens aufgreifend, stellte Marie Luise Hauck in einem 1961 in der Zeitschrift Saarheimat erschienenen Beitrag stilistische Vergleiche zwischen dem Gemälde in Hl. Sakrament und drei thematisch verwandten Altartafeln von der Hand des Niederländers aus der ersten Hälfte des 16. Jahrhunderts an. Bei den von Hauck zum Vergleich ausgewählten Werken handelt es sich zum einen um das Mittelbild eines Flügelaltars mit der „Anbetung der Könige“ aus der Barnes Foundation in Merion/Philadelphia (um 1510), des Weiteren um ein Altarbild desselben Themas aus der Sammlung Ryerson in Chicago (um 1519) und schließlich um das oben erwähnte Diptychon aus der Alten Pinakothek in München mit der Darstellung der „Verkündigung“ (1522).
Hier beobachtet die Kunsthistorikerin gewisse Übereinstimmungen in der Gestaltung des Bildhintergrundes wie auch in der Anordnung der drei Hauptfiguren und stellt – insbesondere im Vergleich mit dem Altarbild aus der Sammlung Ryerson in Chicago – einige „Ähnlichkeiten in den Details – so z. B. Gesicht und Kopfhaltung der Maria, Profil des Mohrenkönigs“ fest. Doch kommt sie letztlich zu dem Ergebnis, dass „eher Unterschiede als Gemeinsamkeiten“ zwischen dem Werk des holländischen Malers und dem des Meisters des Dillinger Triptychons zu verzeichnen seien und hält es, nicht zuletzt aufgrund der allgemein bestehenden Schwierigkeit, das Œuvre des aus Leiden stammenden Künstlers eindeutig zu fassen, für „unmöglich, dessen Autorschaft zu beweisen.“
Bestenfalls „eine Ähnlichkeit“ mit Künstlern wie Quentin Massys (1466–1530), Herri met de Bles (um 1520), Gerard David (1450–1460) oder Rogier van der Weyden (1399/1400–1464) zugestehend, hält Marie-Luise Hauck eine Zuordnung auch zu einem anderen der zahlreichen Maler der Zeit für problematisch. Demnach stellt die Forscherin auch die Annahme von Walther Zimmermann in Frage, der zufolge der Meister des Dillinger Triptychons einem Vertreter der Brüsseler Schule aus der Nachfolge des Bernard van Orley nahestehen soll.

### Vermutete Urheberschaft des Umkreises von Pieter Coecke van Aelst

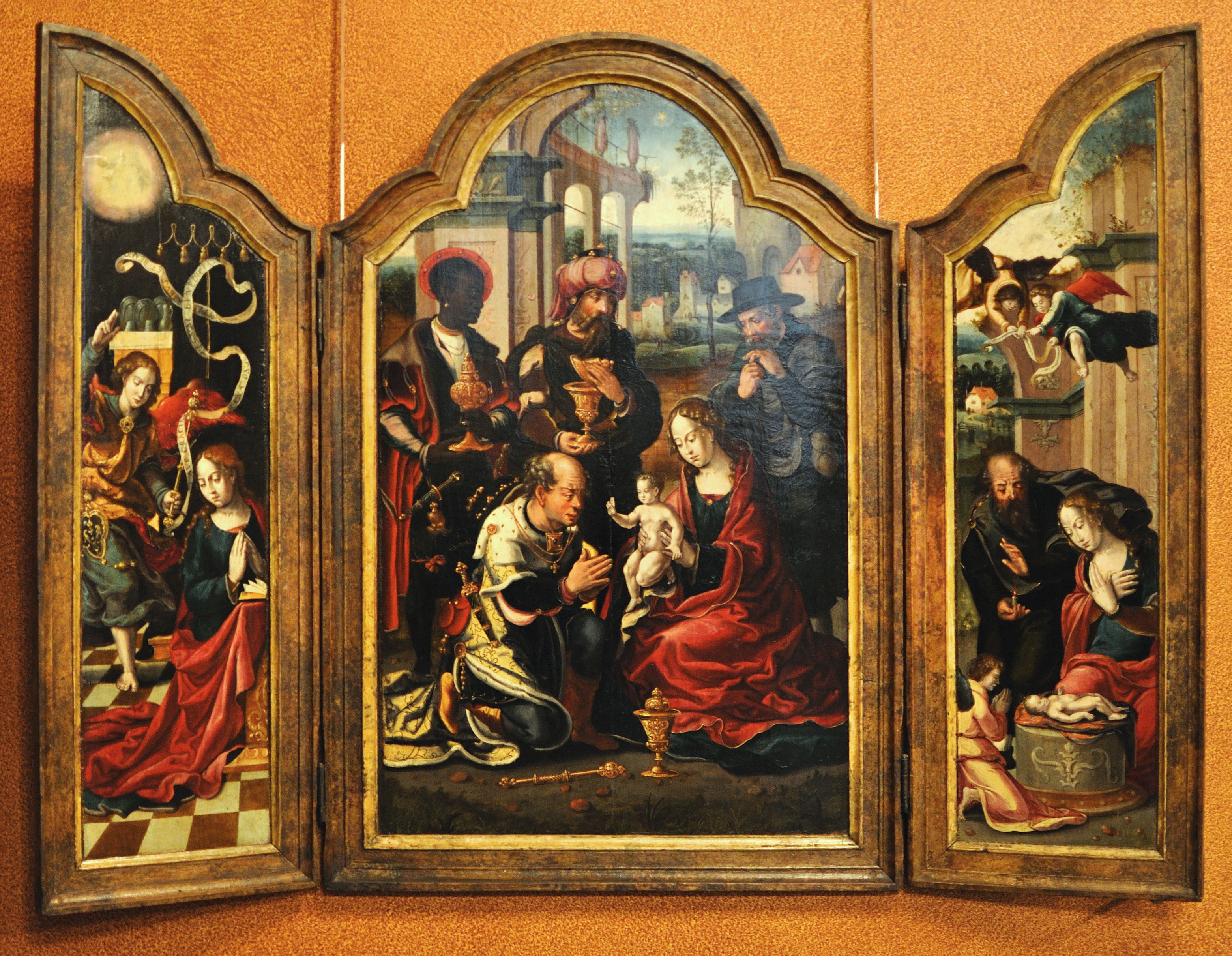
Pieter Coecke van Aelst: Die Anbetung der Könige. Musée National de la Renaissance (Château d’Ecouen, Val d’Oise, Frankreich)

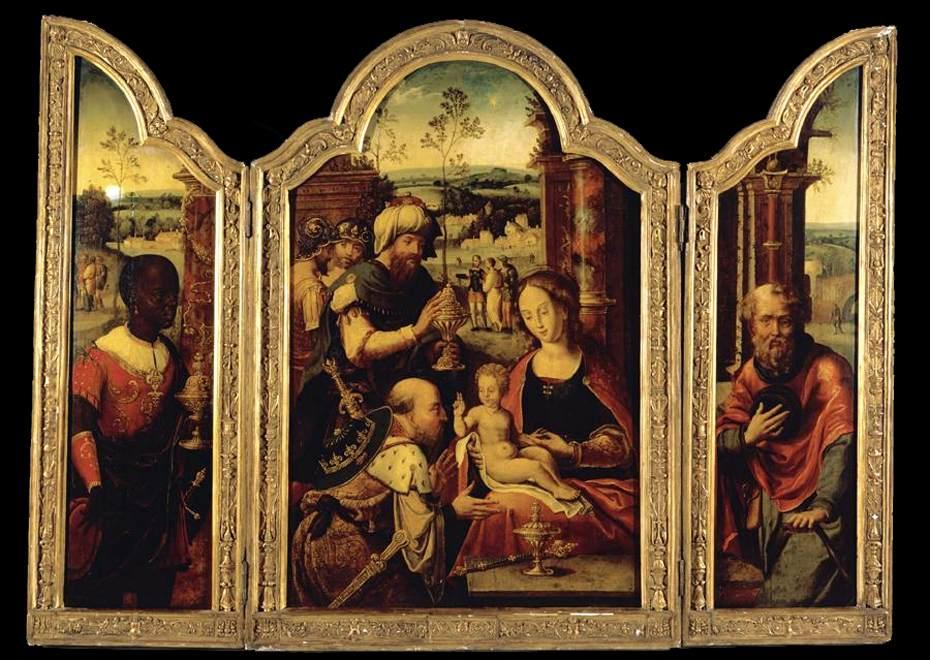
Pieter Coecke van Aelst: Die Anbetung der Könige. 1. Hälfte 16. Jahrhundert, Öl auf Holz, Höhe: 89 cm, Breite: 57 cm, Privatsammlung

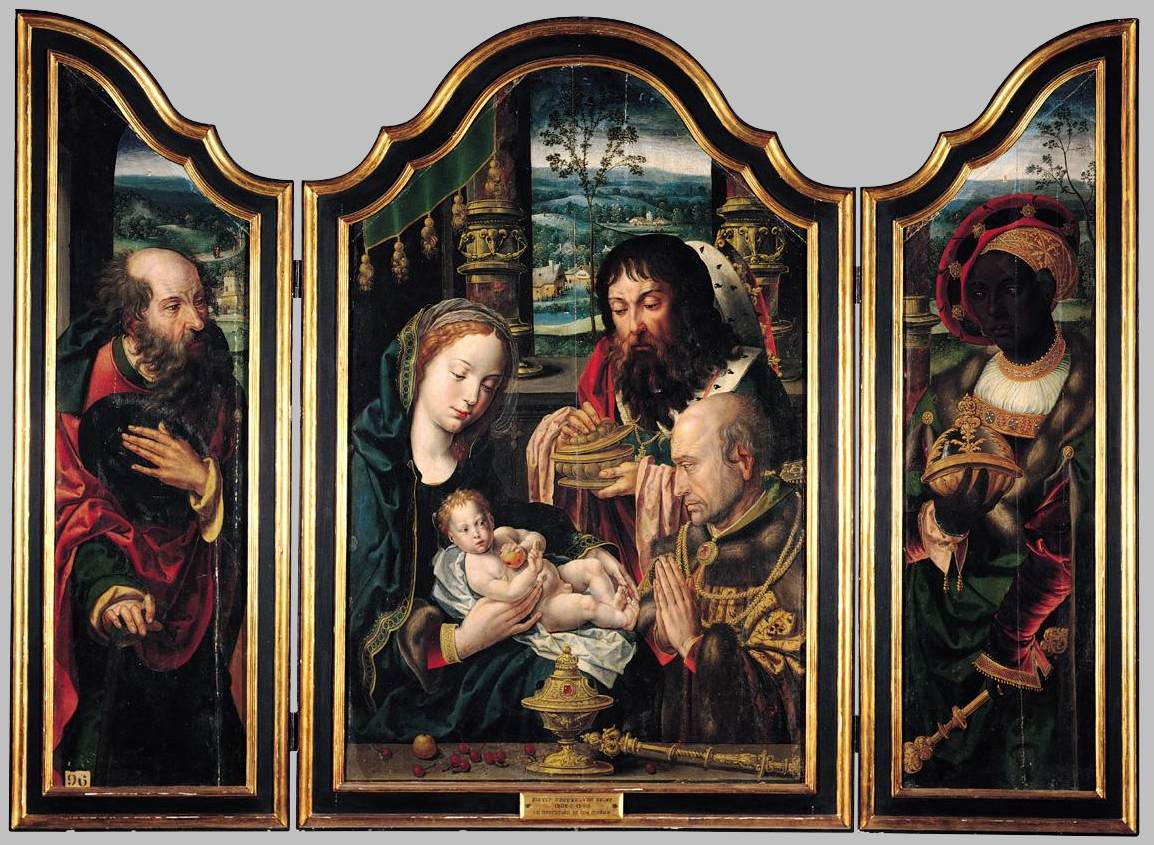
Pieter Coecke van Aelst: Die Anbetung der Könige. 1530er-Jahre, Öl auf Holz, Höhe: 105 cm, Breite: 68 cm, Privatsammlung

Der Hinweis von Walther Zimmermann auf die Brüsseler Schule führt jedoch in den Umkreis eines weiteren Malers, der mit dem Dillinger Triptychon in Verbindung gebracht wird: Des aus Belgien stammenden Pieter Coecke van Aelst. Coeckes wohl um 1540 entstandene Retabel „Anbetung der Könige“, die sich im Besitz der Staatlichen Museen in Berlin befindet, weist Ähnlichkeiten mit dem Dillinger Flügelaltar auf.
Im Dillinger Bild hat der Maler die Personen noch näher an den vorderen Bildrand gerückt. Er unterstreicht auf diese Weise nicht nur die Intimität der Szene, sondern stellt auch eine große Nähe zu den Gläubigen her. Lediglich durch die am unteren Bildrand erscheinende niedrige Bank bleibt eine gewisse Distanz zu Mutter und Kind gewahrt.
Die Aufmerksamkeit des Betrachters wird unmittelbar auf die hellen Inkarnate der drei Hauptfiguren gelenkt: Der im Vordergrund sitzenden Maria, die dem links unten knienden Weisen das Christuskind zur Huldigung darbietet. Die Dargestellten sind in ein enges Beziehungsgeflecht eingebunden. Der linke Arm der Gottesmutter weist auf die im Zentrum der Darstellung präsentierte Gestalt Jesu, deren ausgestreckter rechter Arm zu dem knienden Magier überleitet. Dicht hinter diesem ragt die Figur des farbigen Magiers empor. Der im Harnisch wiedergegebene Fremde richtet sein Haupt zur Bildmitte hin, wo sich ihm die Gestalt des dritten Weisen entgegen neigt. Mit der Figur des Josef rundet der Maler die kreisförmige Komposition ab. Der bildeinwärts gerichtete Kopf des Zimmermanns schließt die intime Gruppe in sich zusammen. Unmittelbar dahinter erstreckt sich, nahezu übergangslos, eine Fernlandschaft von heimischem Charakter. Die Darstellungen auf den Seitentafeln sind ebenfalls auf das zentrale Geschehen hin konzentriert: Die beiden schräg gerichteten Marienfiguren flankieren quasi die auf der Mitteltafel erscheinende Gottesmutter. Als einzige der drei Jungfrauen trägt die Maria der Geburtsszene einen roten Mantel, auch dadurch unter den übrigen, vornehmlich blau gekleideten Figuren, besonders hervorgehoben.
Trotz deutlicher Entsprechungen in Komposition und Ausstattung sind zwischen den beiden Tafeln in Dillingen und Berlin grundlegende Unterschiede zu beobachten. Sie betreffen vor allem die Figuren- und Raumgestaltung. So ist das vergleichsweise schlicht gehaltene Dillinger Andachtsbild strenger auf das kontemplative Moment der Verehrung Jesu ausgerichtet. Die Dargestellten haben sich hier zu einem dichten Gefüge zusammengeschlossen. In der Berliner Fassung hingegen umschreibt die eher locker zusammenhängende, kreisförmig angeordnete Gruppe eine Art Binnenraum, der auch den Mittelgrund mit einschließt. Stärker als Einzelfiguren wahrgenommen, bilden die Personen Distanzen zwischen sich aus, bleiben aber dennoch durch lebhafte Gesten und Blicke untereinander verbunden.
Diesen Beobachtungen zufolge scheint es schwierig, die Bildauffassung der „Dillinger Anbetung“ auf den persönlichen Stil Pieter Coeckes zu beziehen; dies allein schon aufgrund der Figuren, die sich in ihrer gestischen Zurückhaltung von der emotionalen Bewegtheit der stärker im Raum agierenden Gestalten des Berliner Retabels unterscheiden. Dennoch gibt es Gründe, das Triptychon in die Nähe des flämischen Malers zu rücken, dessen Schaffen „nicht mehr wie bei den großen Meistern des 15. Jahrhunderts eine feste Mitte besitzt, im Sinn eines Kerns eigenhändiger Werke, sondern durch das Stilphänomen einer breiten Werkstatt-Produktion bestimmt ist“. Als viel beschäftigter Künstler und Leiter eines großen Betriebes war Coecke van Aelst bei der Ausführung seiner Aufträge auf die Unterstützung der Werkstatt angewiesen, woraus sich eine gewisse stilistische Vielfalt in der Umsetzung der Bildvorgaben ergibt.
Aus dem Umkreis des Meisters sind einige Gemälde bekannt, die nicht nur aufgrund ihrer Thematik, sondern auch in formaler Hinsicht mit dem Flügelaltar aus Dillingen eng verwandt erscheinen. Hierzu gehört etwa die Mitteltafel eines Triptychons aus dem Bestand des Amsterdamer Rijksmuseums. Das 88 cm × 123 cm große Ölgemälde wird in die Zeit zwischen 1520 und 1550 datiert.
Der Bildentwurf der im Rijksmuseum Amsterdam aufbewahrten „Anbetung“ wiederholt sich in verblüffend ähnlicher Weise auf einem weiteren Altargemälde, das dem nahen Umkreis des Pieter Coecke zugeschrieben wird. Es handelt sich hierbei ebenfalls um den Mittelteil eines Triptychons (89 cm × 57 cm) mit der Darstellung der „Anbetung“; sie wird heute in einer Privatsammlung aufbewahrt. Die dicht zusammengeschlossene Hauptgruppe mit Maria, Jesus und den beiden Magiern fügt sich in ein fast identisches Kompositionsschema ein. Ganz ähnlich auch die Ausstattung der Dargestellten sowie die Gestaltung der im Hintergrund gezeigten Landschaft. Abweichend erscheint allerdings die Bildung der Figuren, die etwas schmalgliedriger als die der Amsterdamer Tafel anmuten.

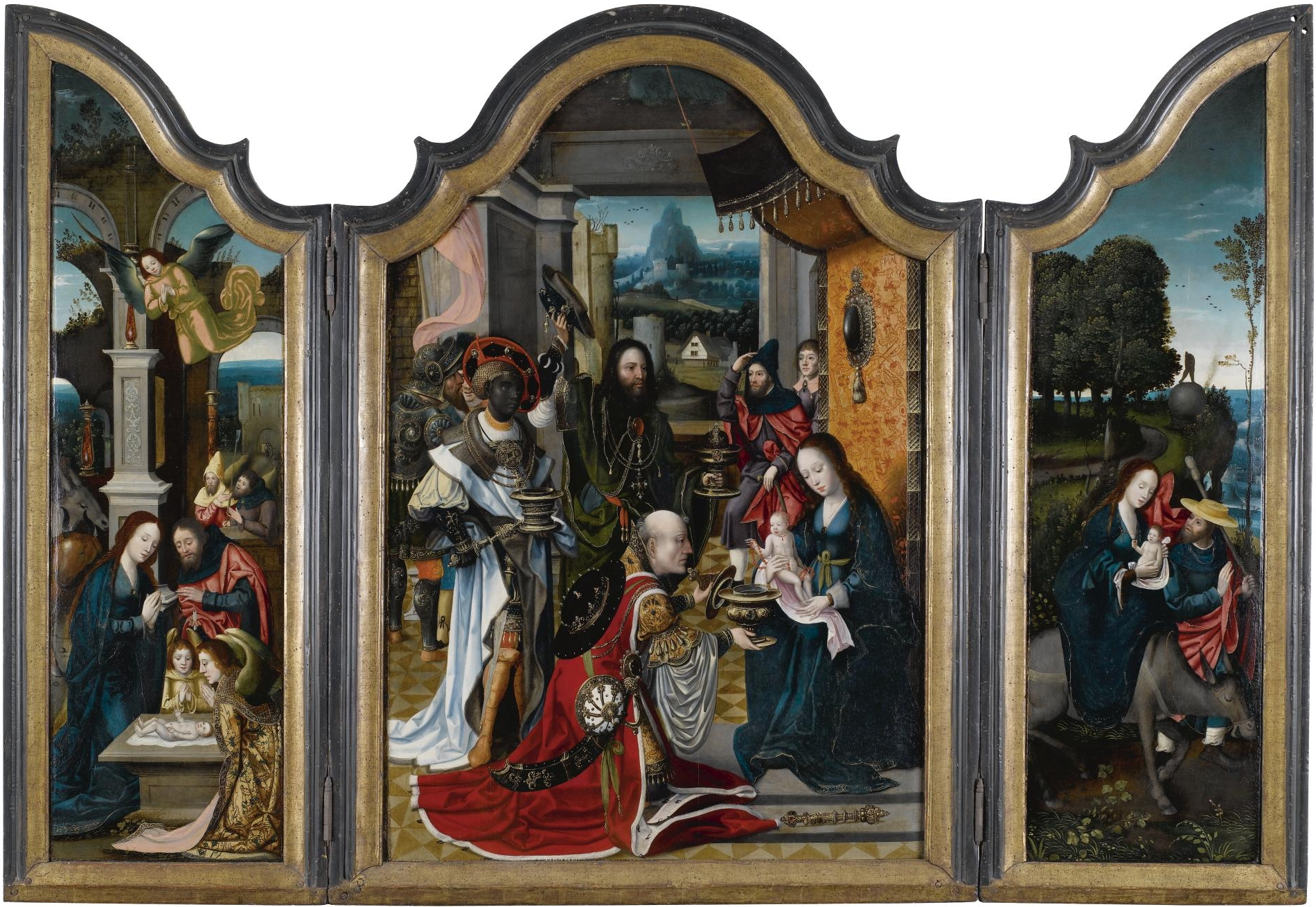
Jan van Dornicke: Die Anbetung der Könige, Jesu Geburt, Flucht nach Ägypten. 16. Jh., Öl auf Holz, Mitte: 118 cm × 85,5 cm. Flügel: 118 cm × 43 cm

Ganz offensichtlich gehörte die „Anbetung der Weisen“ zu den häufigeren Bildthemen in der Werkstatt des Pieter Coecke. Wie Georges Marlier darlegt, gehen die zahlreichen Varianten der Anbetung – teils von Coecke selbst ausgeführt, teils als Werkstatt-Repliken erhalten – letztlich auf Bildkompositionen seines Lehrmeisters Jan van Dornicke zurück, mit dessen Werkstatt Coecke seit jungen Jahren eng verbunden war.

### Das Koblenzer Duplikat
Der Sakramentsaltar der Koblenzer Liebfrauenkirche enthält ein Triptychon, dessen Seitenflügel auf das Jahr 1564 datiert sind. Das Triptychon wird dem sogenannten Meister des Verlorenen Sohnes zugeschrieben. Mit „Meister des Verlorenen Sohnes“ wird ein Maler der Hochrenaissance bezeichnet. Der namentlich nicht bekannte Künstler war um 1530 oder 1560 in Antwerpen tätig. Er erhielt seinen Notnamen nach seinem Bild des Festmahles für den heimkehrenden Sohn, ein Motiv aus dem Gleichnis vom Verlorenen Sohn.
Das Mittelteil des Koblenzer Triptychon ist eine genaue Kopie des Mittelteils des Dillinger Triptychons. Der Zusammenhang der beiden Werke ist bisher ungeklärt.

## Herkunft

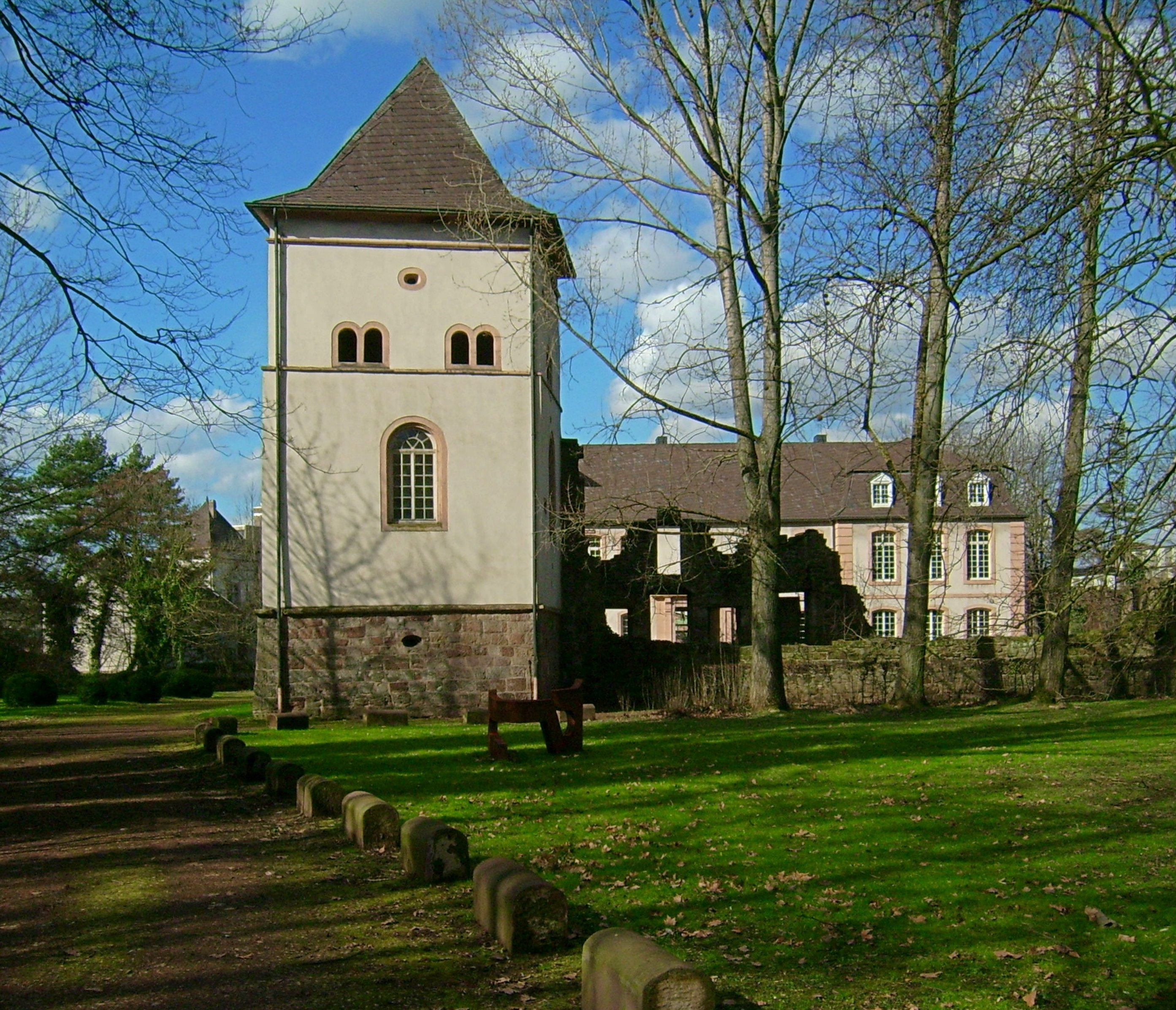
Dillingen, Altes Schloss: Turm, in dem sich die Schlosskapelle befand

Die Herkunft des Triptychons ist bisher nicht geklärt, Quellen, die belegen, wie und wann das Bild nach Dillingen gekommen ist, sind bisher nicht bekannt.  Die Forschung ist daher auf Vermutungen und mündliche Überlieferung angewiesen.
Walther Zimmermann zieht die Möglichkeit in Betracht, dass der Altar einst auf dem Handelsweg nach Dillingen gelangte.
Die meisten Autoren vertreten jedoch eine andere These. Dieser entsprechend soll das Bildwerk gegen Ende des 17. Jahrhunderts von jenen Hüttenarbeitern aus der Gegend um Lüttich mitgebracht worden sein, die, von den Lenoncourt angeworben, in dem saarländischen Eisenwerk Beschäftigung gefunden hatten. Über die fremden Arbeiter möglicherweise in den Besitz der Hütte übergegangen, gehörte das Andachtsbild im Folgenden zur Ausstattung der Dillinger Schlosskapelle. Wohl 1787 ging es durch Schenkung an den damaligen Pfarrer Johann Michael Theis. Nach dessen Tod im Jahre 1804 wurde das Gemälde der katholischen Kirchengemeinde Dillingen überantwortet und hing bis 1846 im Chor der alten Luzienkirche. Gegen Ende des 19. Jahrhunderts in die Odilienkapelle überführt, kam es nach deren Abbruch (1912) in den 1913 fertiggestellten Saardom. 

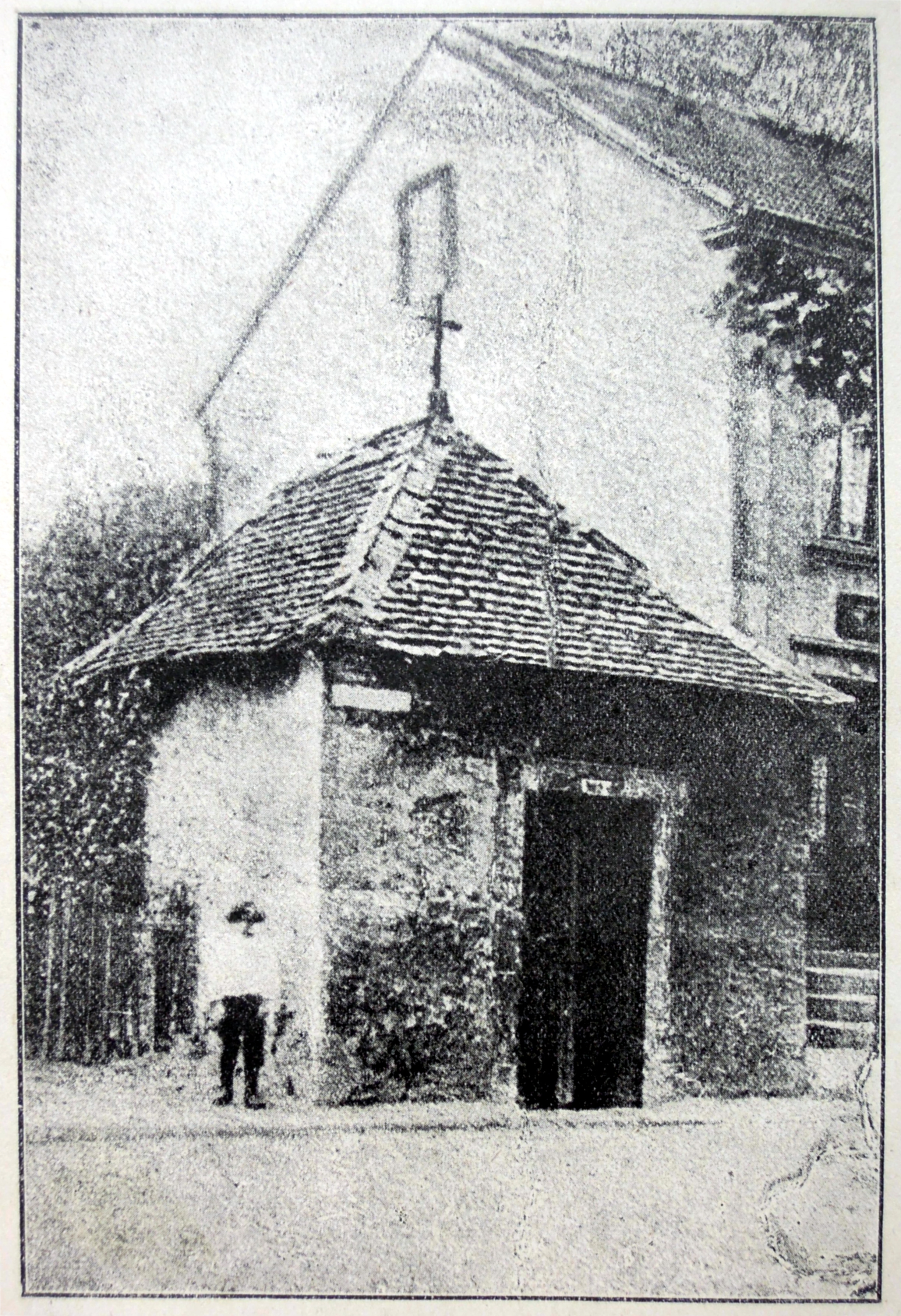
Dillingen: alte Odilienkapelle

Danach galt es lange Zeit als vermisst, bis es in den 1950er Jahren von Pastor Alois Winkel in stark beschädigtem Zustand „auf dem Dachboden“ wieder aufgefunden wurde.

## Erhaltungszustand
Angesichts der vielen Umwege, über die das Dillinger Triptychon in den Saardom  gelangt ist, verwundert es nicht, dass das Kunstwerk im Laufe der Zeit nicht unerhebliche Blessuren davongetragen hat. Schon 1934 gab Walther Zimmermann in seinem Buch über Die Kunstdenkmäler der Kreise Ottweiler und Saarlouis an, der kleine Altar habe „durch Einwirkung von Hitze … sehr gelitten“, und noch rund zwanzig Jahre später beklagt der aus Güdingen stammende Kunstmaler Ernst Sonnet (1906–1978) den „zerfallenden Zustand“ des Gemäldes. Sonnet, der das Triptychon in den Jahren 1954/55 zum ersten Mal instand setzte, legt in seinem „Bericht zur Restaurierung des dreiteiligen Altarbildes zu Dillingen“ vom 12. März 1955 die zahlreichen Beschädigungen dar, die das Gemälde im Laufe der Zeit erlitten hatte. Erwähnt werden Sprünge und Risse in den Holztafeln, die durch Feuchtigkeit gelöste, teilweise sogar abgeplatzte Farbschicht und vor allem den Mittelteil betreffende Übermalungen. Detailliert beschreibt Sonnet die Restaurierung. Oberstes Ziel sei gewesen, „das Original in möglichst guter Weise wieder sichtbar zu machen, spätere Zutaten, die verfälschen, zu entfernen, den Erhaltungszustand zu sanieren und gegebenenfalls Fehlstellen so zu ergänzen, daß der ursprüngliche Bildeindruck wiederhergestellt erscheint.“
1995 wurde das Bild im Bischöflichen Dom- und Diözesanmuseum Trier erneut restauriert.

## Kunsthistorische Einordnung
Die sorgfältige und gewissenhafte Konservierung und Wiederherstellung des Originalzustandes haben die Voraussetzungen dafür geschaffen, stilistische Betrachtungen anstellen zu können. Von diesen ausgehend, repräsentiert das Dillinger Triptychon eine kunsthistorische Periode des Umbruchs. Es gehört, so fasst Marie-Luise Hauck zusammen, „zu der großen Gruppe der Bildwerke, die um die Wende vom Mittelalter zur Neuzeit – stilistisch gesprochen, von der vom niederländischen Realismus geprägten Spätgotik und der von Italien vordringenden Renaissance – gemalt wurden.“ In seiner dreiteiligen Gestalt vertritt das Altarbild eine für die altniederländische Malerei typische Bildgattung und entspricht einer Form des Altar- und Andachtsbildes, die seit dem Mittelalter innerhalb der abendländischen Kunst vielfach variiert wurde.
Entstanden in einer Region, die „zu jener Zeit eine der reichsten und ein bedeutender Handelsplatz im nördlichen Europa“ war, ist das Kunstwerk auch einem in geographischer und kultureller Hinsicht sehr wichtigen Umfeld zuordnen, zumal sich die „in dieser Zeit aufstrebenden Städte Antwerpen und Brüssel […] neben Gent, Löwen und Tournai zu einflussreichen Kulturzentren“ entwickelten.